# Jenny Agutter
Jennifer Ann Agutter, dite Jenny Agutter est une actrice britannique, née le 20 décembre 1952 à Taunton (Somerset, Angleterre).

## Biographie
Fille d'un militaire de carrière, elle voyage beaucoup pendant son enfance. Depuis le début des années 1960 et jusqu'à nos jours, elle a joué dans de très nombreux films et dans de nombreuses séries télévisées anglaises.
À l'âge de 21 ans, elle déménage pour Los Angeles, où elle obtient le succès grâce à des films comme La Randonnée (1971), Equus (1977) ou Le Loup-garou de Londres (1981). Son rôle le plus célèbre est sans doute celui de Jessica 6 dans le film de science-fiction L'Âge de cristal (1976).
Elle joue également dans les films : L'Aigle s'est envolé (1976), Amy (1981), Chucky, la poupée de sang (1990), Darkman (1990), Avengers (2012) et Captain America : Le Soldat de l'hiver (2014).
À la télévision, elle joue le rôle de la Sœur Julienne dans la série Call the Midwife.
Elle a par ailleurs joué trois fois dans des adaptations du classique de la littérature pour enfants The Railway Children (en) (d'Edith Nesbit), en 1967, 1970 et 2000.

## Vie privée
Jenny Agutter est restée célibataire jusqu'en 1989, où, lors d'un festival des arts à Bath dans le Somerset, elle rencontre Johan Tham. Ils se sont mariés le 4 août 1990. Jonathan, leur fils, est né le 25 décembre 1990. Ils vivent à Londres.
Elle est nommée Officier de l'ordre de l'Empire britannique (OBE) en 2012.

## Filmographie

### Cinéma
- 1964 : À l'est du Soudan (East of Sudan) de Nathan Juran : Asua
- 1966 : D pour danger (A Man Could Get Killed) de Ronald Neame : Linda Frazier
- 1968 : La Croisade maudite (Gates to Paradise) d'Andrzej Wajda : Maud de Cloyes
- 1968 : Star! de Robert Wise : Pamela Roper (non créditée)
- 1969 : I Start Counting de David Greene : Wynne
- 1970 : The Railway Children de Lionel Jeffries : Roberta 'Bobbie' Waterbury[3]
- 1971 : La Randonnée (Walkabout) de Nicolas Roeg : La fille
- 1976 : L'Âge de cristal (Logan's Run) de Michael Anderson : Jessica 6
- 1976 : L'Aigle s'est envolé (The Eagle Has Landed) de John Sturges : Molly Prior
- 1977 : Equus de Sidney Lumet : Jill Mason
- 1979 : Dominique [réf. nécessaire] de Michael Anderson[réf. nécessaire] : Ann Ballard
- 1978 : China 9, Liberty 37 (Amore, piombo e furore) de Monte Hellman et Tony Brandt : Catherine Sebanek
- 1979 : Le Mystère des Sables de Tony Maylam : Clara Dollmann
- 1980 : Sweet William de Claude Whatham : Ann Walton
- 1981 : Othello (vidéo) de Franklin Melton : Desdemone
- 1981 : Amy de Vincent McEveety : Amy Medford
- 1981 : Le Survivant d'un monde parallèle (The Survivor) de David Hemmings : Hobbs
- 1981 : Late Flowering Love de Charles Wallace : Jean Hunter Dunn [4]
- 1981 : Le Loup-garou de Londres (An American Werewolf in London) de John Landis : Infirmière Alex Price
- 1982 : La Donna giusta de Paul Williams : Purse Snatching Victim (non crédité)
- 1984 : L'étrangère (Secret Places) de Zelda Barron : Miss Lowrie
- 1987 : Cheeseburger film sandwich (Amazon Women on the Moon) de Michael Barrie et Jim Mulholland : Cléopâtre[5]
- 1989 : Dark Tower (en) de Freddie Francis et Ken Wiederhorn : Carolyn Page
- 1990 : King of the Wind de Peter Duffell : Hannah Coke
- 1990 : Darkman de Sam Raimi : la spécialiste des grands brûlés
- 1990 : Chucky, la poupée de sang (Child's Play 2) de John Lafia : Joanne Simpson
- 1992 : Freddie, agent secret (Freddie as F.R.0.7) de Jon Acevski : Daffers (voix)
- 1995 : Blue Juice de Carl Prechezer : Guinevere / Mary Fenton
- 2001 : The Parole Officer de John Duigan : la femme de Victor Bonderenko
- 2001 : At Dawning de Martin Jones (Court- métrage) : Escaping woman
- 2004 : Number One, Longing. Number Two, Regret de Neil Wassell : Kenosha
- 2006 : Heroes and Villains de Selwyn Roberts : June
- 2007 : Irina Palm de Sam Garbarski : Jane
- 2010 : Cadavres à la pelle (Burke and Hare) de John Landis : l'actrice auditionnant avec l'épée
- 2012 : Avengers (The Avengers) de Joss Whedon : la conseillère
- 2014 : Captain America, le soldat de l'hiver d'Anthony et Joe Russo : Hawley, la conseillère
- 2018 : Sometimes Always Never de Carl HUNTER : Margaret

### Télévision
- 1965 : The Newcomers (série télévisée) : Kirsty Kerr #1
- 1966 : Ballerina (téléfilm) : Ingrid Jensen
- 1967 : Long After Summer (téléfilm) : Johanna
- 1968 : The Railway Children (série télévisée) : Roberta Waterbury
- 1970 : The Great Inimitable Mr. Dickens (téléfilm) :…
- 1971 : L'oie des neiges (The Snow Goose) (téléfilm) : Frith
- 1972 : A War of Children (téléfilm) : Maureen Tomelty
- 1977 : L'Homme au masque de fer (The Man in the Iron Mask) (téléfilm) : Louise de la Vallière
- 1977 : L'Homme qui valait trois milliards (The Six Million Dollar Man) (série) (saison 5 épisodes 3 et 4) : Docteur Leah Russell
- 1979 : Mayflower: The Pilgrims' Adventure (en) (téléfilm) : Priscilla Mullins
- 1980 : La Plantation ("Beulah Land") (feuilleton TV) : Lizzie Corlay
- 1984 : This Office Life (téléfilm) : Pam
- 1985 : Love's Labour's Lost (téléfilm) : Rosaline
- 1985 : Magnum (série télévisée) : Krista Villeroch
- 1985 : Silas Marner: The Weaver of Raveloe (téléfilm) : Nancy Lammeter
- 1990 : Not a Penny More, Not a Penny Less (téléfilm) : Jill Albery
- 1994 : Romeo & Juliet (téléfilm) : Lady Capulet
- 1995 : The Buccaneers (feuilleton TV) : Idina Hatton
- 1994 : The All New Alexei Sayle Show (série télévisée) : Scientist in 'Drunk in Time' (unknown épisodes, 1995)
- 1996 : And the Beat Goes On (série télévisée) : Connie Fairbrother Spencer
- 1996 : September (téléfilm) : Isobel
- 1997 : Summer of Love (téléfilm) : Talia
- 1998 : A Respectable Trade (feuilleton TV) : Lady Scott
- 1998 : Bramwell: Our Brave Boys (téléfilm) : Mrs. Bruce
- 1998 : Bramwell: Loose Women (téléfilm) : Mrs. Bruce
- 2000 : Les Enfants du chemin de fer (The Railway Children) (téléfilm) : Mother
- 2004 : The Alan Clark Diaries (série télévisée) : Jane Clark
- 2004 : The Inspector Lynley Mysteries: A Cry for Justice (téléfilm) : Jemma Sanderson
- 2004 : Miss Marple – Le Train de 16 h 50 (téléfilm) : Agnes Crackenthorpe
- 2006 : Hercule Poirot (série TV, épisode Le Flux et le Reflux) : Adela Marchmont
- 2012 - présent : Call the Midwife (série télévisée) : Sœur Julienne

## Distinctions

### Nominations
- Primetime Emmy Award
  - 1972 : Meilleure actrice dans un second rôle dans une série télévisée dramatique
- British Academy Film Awards
  - 1978 : Meilleure actrice dans un second rôle

### Récompenses
- Primetime Emmy Award
  - 1972 : Meilleure actrice dans un second rôle dans une série télévisée dramatique
- British Academy Film Awards
  - 1978 : Meilleure actrice dans un second rôle